# (3903) Kliment Ohridski
(3903) Kliment Ohridski est un astéroïde de la ceinture principale.

## Description
(3903) Kliment Ohridski est un astéroïde de la ceinture principale. Il fut découvert le 20 septembre 1987 à Smolyan par Eric Walter Elst. Il présente une orbite caractérisée par un demi-grand axe de 2,93 UA, une excentricité de 0,08 et une inclinaison de 1,3° par rapport à l'écliptique.

## Compléments